# Giorgio Rimini
Giorgio Rimini (Palermo, 17 dicembre 1889 – Milano, 3 gennaio 1954) è stato un ingegnere, imprenditore, dirigente sportivo e progettista italiano, che ha lavorato come dirigente in Alfa Romeo principalmente come direttore vendite e del reparto corse.

## Biografia
Dopo la fine della prima guerra mondiale, entra in Alfa Romeo dove dirige il settore produttivo legato alle autovetture di serie e la divisione sportiva. Stretto collaboratore di Nicola Romeo del quale è anche il braccio destro e con il quale inizia a lavorare fin da giovane, ne è dapprima un "factotum", per poi diventarne segretario, svolgendo la mansione e la funzione di collegamento tra i piloti, l'ingegnere Giuseppe Merosi e lo stesso Romeo, per poi assumere il ruolo di responsabile commerciale. Il suo ruolo e la sua figura erano particolarmente legati a quello di Enzo Ferrari e, insieme a Vittorio Jano, come dirigente della scuderia e dei piloti Alfa Romeo. Lascia l'azienda nel 1926 per andare a dirigere una fabbrica di motociclette e per poi entrare alla Magneti Marelli dove si occupa della direzione commerciale.
È morto a Milano il 3 gennaio 1954 a causa di una malattia.